# Pont-l'Abbé-d'Arnoult
 Pont-l'Abbé-d'Arnoult  es una población y comuna francesa, situada en la región de Nueva Aquitania, departamento de Charente Marítimo, en el distrito de Saintes y cantón de Saint-Porchaire.

## Demografía
| 1230 | 1295 | 1341 | 1362 | 1385 | 1743 | 1798 | 1716 | 1798 |
| Para los censos de 1962 a 1999 la población legal corresponde a la población sin duplicidades (Fuente: INSEE [Consultar]) |      |      |      |      |      |      |      |      |